# Trachyspermum villosum
Trachyspermum villosum är en växtart i släktet Trachyspermum och familjen flockblommiga växter. Den beskrevs först av Henry Haselfoot Haines som Carum villosum, och fick sitt nu gällande namn av P.K.Bhattach. & K.Sarkar.
Arten förekom i Indien, men anges nu vara utdöd där.